# Stenopadus
Stenopadus je rod glavočika iz potporodice Wunderlichioideae. Postoji 15 priznatih vrsta iz tropske Južne Amerike (Venezuela, susjedna Kolumbija, Brazil i Gvajana, 1 vrsta u Ekvadoru)
Rod je opisan u Bulletin of the Torrey Botanical Club 58: 489. 1931.

## Vrste
1. Stenopadus andicola Pruski
2. Stenopadus aracaensis Pruski
3. Stenopadus campestris Maguire & Wurdack
4. Stenopadus chimantensis Maguire, Steyerm. & Wurdack
5. Stenopadus colombianus Cuatrec. & Steyerm.
6. Stenopadus colveei (Steyerm.) Pruski
7. Stenopadus connellii S.F.Blake
8. Stenopadus cucullatus Maguire & Wurdack
9. Stenopadus huachamacari Maguire
10. Stenopadus jauensis Aristeg.
11. Stenopadus kunhardtii Maguire
12. Stenopadus megacephalus Pruski
13. Stenopadus obconicus Maguire & Wurdack
14. Stenopadus sericeus Maguire & Aristeg.
15. Stenopadus talaumifolius S.F.Blake